# Charles Metcalfe
Sir Charles Theophilus Metcalfe (1:e Baron Metcalfe), född 1785, död 1846, brittisk ämbetsman. Generalguvernör i Kanada, viceguvernör i Bengalen 1833-1834 och tillförordnad generalguvernör  i Indien 20 mars 1835 – 4 mars 1836 efter lord William Bentincks avresa.